# Miguel Reina
Miguel Reina Santos (né le 21 janvier 1946 à Cordoue en Andalousie) est un joueur de football espagnol, qui évoluait au poste de gardien de but.
Il est le père du gardien de but international Pepe Reina.

## Biographie
Durant sa carrière, il joue pour le Córdoba CF, le Barça et l'Atlético Madrid, et dispute cinq matchs pour l'équipe d'Espagne de football. 
En 1974, Miguel Reina atteint la finale de la Coupe d'Europe avec l'Atlético Madrid contre le Bayern Munich au stade du Heysel en Belgique. Après 90 minutes, le match en est toujours à 0–0. À la 114e minute, Luis Aragonés marque pour l'Atlético, mais Reina laisse le ballon filler dans ses filets à la dernière minute. Ils perdront le match rejoué sur un score de 4–0.

## Record d'invincibilité
Le record d'invincibilité d'un gardien du FC Barcelone a longtemps été détenu par Miguel Reina qui lors de la saison 1972-1973 est resté 824 minutes sans encaisser un but. Ce record a été battu par Víctor Valdés le 1er novembre 2011.

## Palmarès

### FC Barcelone
- Vainqueur de la Coupe des Villes de Foire en 1971
- Vainqueur de la Coupe d'Espagne en 1968 et 1971

### Atlético Madrid
- Vainqueur de la Coupe Intercontinentale en 1974
- Champion d'Espagne en 1977
- Vainqueur de la Coupe d'Espagne en 1976
- Finaliste de la Coupe d'Europe des Clubs Champions en 1974

### Distinctions personnelles
- Vainqueur du Trophée Zamora en 1973 avec le FC Barcelone et en 1977 avec l'Atlético Madrid